# Hollwarden
Hollwarden ist als Bauerschaft ein Ortsteil von Burhave in der Gemeinde Butjadingen im Landkreis Wesermarsch.

## Geschichte
Hollwarden ist ein Wurtendorf. Zur Bauerschaft Hollwarden gehören Westbult, Hollwarderwisch und Burhaver Mitteldeich. Die erste Erwähnung Hollwardens war im Jahr 1461 als „Holwert“. Die Vogtei Burhave hatte in Hollwarden ihren Sitz.

## Demographie
| Jahr | Einwohner |
| ---- | --------- |
| 1675 | 131       |
| 1762 | 139       |
| 1783 | 136       |
| 1815 | 172       |
| 1855 | 201       |
| 1895 | 137       |
| 1925 | 100       |
| 1950 | 163       |
| 1961 | 139       |
| 1970 | 103       |